# Граэльс, Мариано де ла Пас
Мариа́но де ла Пас Граэ́льс и де ла Аге́ра (исп. Mariano de la Paz Graells y de la Aguera, также Мариа́ де ла Па́у Граэ́льс и дель Агуэ́ра, кат. Marià de la Pau Graells i de l'Agüera; 1809—1898) — испанский зоолог и ботаник.

## Биография
Мариано Граэльс родился 24 января 1809 года в городке Трисио провинции Риоха. Учился в Барселонском королевском медицинском и хирургическом училище, окончил его в 1827 году со степенью бакалавра. В 1833 году получил диплом хирурга, ещё через год стал лиценциатом, позднее — доктором медицины. Несколько лет работал врачом в Барселоне, где в 1835 году произошла эпидемия холеры.
С 1825 года Граэльс посещал лекции по ботанике, интересовавшей его гораздо больше, чем медицина. В 1831 году материалы Граэльса были использованы французским ботаником Ашилем Ришаром в книге Nouveaux éléments de botanique.
В 1835 году Граэльс вступил в зоологическую секцию Барселонской королевской академии наук и искусств. Написал несколько статей о влиянии пониженных температур на метаморфоз насекомых. В 1836 году он стал куратором гербария Королевской академии, ещё через год — главой всей зоологической секции.
В 1837 году Мариано Граэльс был назначен профессором зоологии Мадридского музея естественных наук, а также директором Королевского ботанического сада. С 1851 по 1867 он работал директором Музея естественных наук. В ботаническом саду Граэльс основал оранжерею, в настоящее время носящую его имя. Зоопарк, созданный им там же, был через 12 лет перенесён в соседний парк Буэн-Ретиро Мигелем Кольмейро.
Граэльс занимался изучением перспектив разведения рыб и моллюсков в испанских водоёмах.
В 1886—1888, 1892—1894 и 1896—1898 годах Граэльс был вице-президентом Королевского общества точных, физических и естественных наук, в основании которого он принимал участие.
Мариано де ла Пас Граэльс скончался 14 февраля 1898 года.

## Некоторые научные публикации

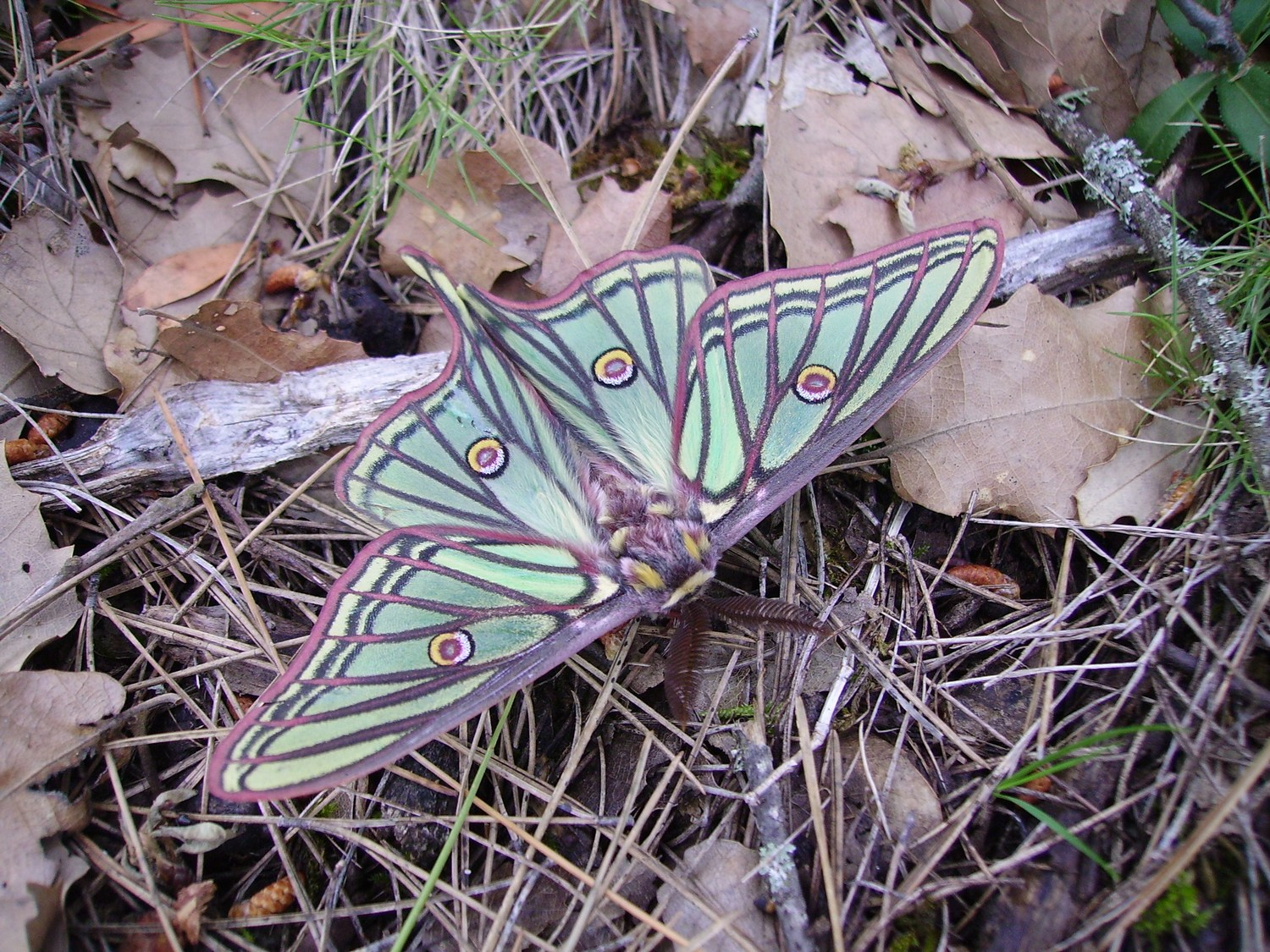
Graellsia isabellae — вид, названный Мариано де ла Пас в честь королевы Изабеллы II, включённый в род, впоследствии названный именем самого Граэльса

- Graells, M. Manual práctico de piscicultura. — Madrid, 1864. — 264 p.
- Graells, M. Exposiciones internacionales de pesca y aqüicultura de Arcachon y Boulogne-sur-Mer. — Madrid, 1867. — 436 p.
- Graells, M. Exploración científica de las costas del departamento marítimo del Ferrol. — Madrid, 1870. — 540 p.
- Graells, M. Prontuario filoxérico. — Madrid, 1879. — 61 p.
- Graells, M. La Phylloxera vastatrix. — Madrid, 1881—1882. — 2 vols.
- Graells, M. Las Ballenas en las costas oceánicas de España. — Madrid, 1889. — 115 p.
- Graells, M. Fauna mastodológica ibérica. — Madrid, 1897. — 806 p.

## Роды, названные в честь М. Граэльса
- Graëllsia Boiss., 1841
- Graellsia Grote, 1896